# Косіговце
Косіговце (словац. Kosihovce) — село, громада округу Вельки Кртіш, Банськобистрицький край, центральна Словаччина, регіон Гонт. Кадастрова площа громади — 20,69 км².
Населення 574 особи (станом на 31 грудня 2017 року).

## Історія
Косіговце вперше згадується в 1135 році.

## Населення
| Рік:            | 1994. | 2004.   | 2014.   | 2024.   |
| --------------- | ----- | ------- | ------- | ------- |
| Кількість осіб: | 592   | 617     | 579     | 561     |
| Різниця:        |       | +4,22 % | -6,15 % | -3,10 % |

| Рік:            | 2023. | 2024.   |
| --------------- | ----- | ------- |
| Кількість осіб: | 569   | 561     |
| Різниця:        |       | -1,40 % |